# Lijst van voetbalinterlands Ierland - Schotland
Deze lijst van voetbalinterlands is een overzicht van alle officiële voetbalwedstrijden tussen de nationale teams van de Republiek Ierland en Schotland. De landen speelden tot op heden dertien keer tegen elkaar. De eerste ontmoeting, een kwalificatiewedstrijd voor het Wereldkampioenschap voetbal 1962, werd gespeeld in Glasgow op 3 mei 1961. Het laatste duel, een groepswedstrijd tijdens de UEFA Nations League 2022/23, vond plaats op 24 september 2022 in Glasgow.

## Wedstrijden
| №  | Datum   | Plaats            | Competitie                  | Wedstrijd           | Uitslag |
| -- | ------- | ----------------- | --------------------------- | ------------------- | ------- |
| 1  | Glasgow | 3 mei 1961        | WK 1962 kwalificatie        | Schotland – Ierland | 4 – 1   |
| 2  | Dublin  | 7 mei 1961        | WK 1962 kwalificatie        | Ierland – Schotland | 0 – 3   |
| 3  | Dublin  | 9 juni 1963       | Vriendschappelijk           | Ierland – Schotland | 1 – 0   |
| 4  | Dublin  | 21 september 1969 | Vriendschappelijk           | Ierland – Schotland | 1 – 1   |
| 5  | Dublin  | 15 oktober 1986   | EK 1988 kwalificatie        | Ierland – Schotland | 0 – 0   |
| 6  | Glasgow | 18 februari 1987  | EK 1988 kwalificatie        | Schotland – Ierland | 0 – 1   |
| 7  | Dublin  | 30 mei 2000       | Vriendschappelijk           | Ierland – Schotland | 1 – 2   |
| 8  | Glasgow | 12 februari 2003  | Vriendschappelijk           | Schotland – Ierland | 0 – 2   |
| 9  | Dublin  | 29 mei 2011       | Vriendschappelijk           | Ierland – Schotland | 1 – 0   |
| 10 | Glasgow | 14 november 2014  | EK 2016 kwalificatie        | Schotland − Ierland | 1 − 0   |
| 11 | Dublin  | 13 juni 2015      | EK 2016 kwalificatie        | Ierland − Schotland | 1 − 1   |
| 12 | Dublin  | 11 juni 2022      | UEFA Nations League 2022/23 | Ierland – Schotland | 3 − 0   |
| 13 | Glasgow | 24 september 2022 | UEFA Nations League 2022/23 | Schotland − Ierland | 2 − 1   |

## Samenvatting
| Competitie          | Totaal gespeeld | Winst Ierland | Gelijk | Winst Schotland | Doelsaldo Ierland – Schotland |
| ------------------- | --------------- | ------------- | ------ | --------------- | ----------------------------- |
| WK-kwalificatie     | 2               | 0             | 0      | 2               | 1 − 7                         |
| EK-kwalificatie     | 4               | 1             | 2      | 1               | 2 − 2                         |
| UEFA Nations League | 2               | 1             | 0      | 1               | 4 − 2                         |
| Vriendschappelijk   | 5               | 3             | 1      | 1               | 6 − 3                         |
| Totaal              | 13              | 5             | 3      | 5               | 13 − 14                       |

## Details

### Vijfde ontmoeting
| EK 1988 kwalificatie (Dublin, Ierland, 15 oktober 1986): |       |           |
| Ierland                                                  | 0 – 0 | Schotland |
|                                                          | goals |           |

### Zevende ontmoeting
| Vriendschappelijk (Dublin, Ierland, 30 mei 2000): |       |                                      |
| Ierland | 1 – 2 | Schotland                            |
| Mark Kennedy 2' | goals | 16' Don Hutchison 29' Barry Ferguson |
| - Debuut van Dominic Foley (Watford) en Stephen McPhail (Leeds United) voor Ierland. - Debuut van Gary Naysmith (Heart of Midlothian) voor Schotland. |       |                                      |

### Tiende ontmoeting
| EK 2016 kwalificatie (scheidsrechter Milorad Mažić, Glasgow, Schotland, 14 november 2014):                                                                                 |              | |
| Schotland | 1 – 0        | Ierland |
| Shaun Maloney 75' | goals        | |
| Gordon Strachan | bondscoach   | Martin O'Neill |
| David Marshall Steven Whittaker Charlie Mulgrew Russell Martin Grant Hanley Andrew Robertson Scott Brown Shaun Maloney Steven Fletcher 56' Steven Naismith Ikechi Anya 88' | opstellingen | David Forde John O'Shea Séamus Coleman Stephen Ward Richard Keogh Aiden McGeady 68' Darron Gibson James McClean 68' Shane Long Jonathan Walters 78' Jeff Hendrick |
| Chris Martin 56' Ikechi Anya 88' | wissels      | 68' Stephen Quinn 68' Robbie Brady 78' Robbie Keane |
| Grant Hanley 12' Andrew Robertson 82' | gele kaarten | 15' Aiden McGeady 29' Jeff Hendrick 59' Séamus Coleman 78' James McClean 90' Stephen Quinn                                                                        |

### Elfde ontmoeting
| EK 2016 kwalificatie (scheidsrechter Nicola Rizzoli, Dublin, Ierland, 13 juni 2015):                                                                            |              | |
| Ierland | 1 – 1        | Schotland |
| Jonathan Walters 38' | goals        | 47' Shaun Maloney |
| Martin O'Neill | bondscoach   | Gordon Strachan |
| Shay Given John O'Shea Séamus Coleman Marc Wilson Glenn Whelan 68' Wes Hoolahan 73' Jeff Hendrick James McCarthy Jonathan Walters Daryl Murphy 80' Robbie Brady | opstellingen | David Marshall Alan Hutton Charlie Mulgrew Craig Forsyth Russell Martin James Morrison Shaun Maloney Scott Brown 46' Matt Ritchie Steven Fletcher 90+2' Steven Naismith |
| James McClean 68' Robbie Keane 73' Shane Long 80' | wissels      | 46' Ikechi Anya 85' James McArthur 90+2' Christophe Berra |
| Glenn Whelan 20' James McCarthy 30' James McClean 88' | gele kaarten | 88' Steven Naismith |

FAI · A-internationals · Bondscoaches · Statistieken · Iers vrouwenelftal · Olympisch elftal · Ierland U21 · Ierland U20 · Ierland U19 · Ierland U18 · Ierland U17 · Ierland U16 · Vrouwen U17
1924 – 1929 ·
1930 – 1939 ·
1940 – 1949 ·
1950 – 1959 ·
1960 – 1969 ·
1970 – 1979 ·
1980 – 1989 ·
1990 – 1999 ·
2000 – 2009 ·
2010 – 2019 ·
2020 − 2029
EK 1988 · 
EK 2012 · 
EK 2016
WK 1990 · 
WK 1994 · 
WK 2002
1924 · 
1925 · 
1926 · 
1927 · 
1928 · 
1929 · 
1930 · 
1931 · 
1932 · 
1933 · 
1934 · 
1935 · 
1936 · 
1937 · 
1938 · 
1939 · 
1940 · 1941 · 1942 · 1943 · 1944 · 1945 · 
1946 · 
1947 · 
1948 · 
1949 · 
1950 · 
1951 · 
1952 · 
1953 · 
1954 · 
1955 · 
1956 · 
1957 · 
1958 · 
1959 · 
1960 · 
1961 · 
1962 · 
1963 · 
1964 · 
1965 · 
1966 · 
1967 · 
1968 · 
1969 · 
1970 · 
1971 · 
1972 · 
1973 · 
1974 · 
1975 · 
1976 · 
1977 · 
1978 · 
1979 · 
1980 · 
1981 · 
1982 · 
1983 · 
1984 · 
1985 · 
1986 · 
1987 · 
1988 · 
1989 · 
1990 · 
1991 · 
1992 · 
1993 · 
1994 · 
1995 · 
1996 · 
1997 · 
1998 · 
1999 · 
2000 · 
2001 · 
2002 · 
2003 · 
2004 · 
2005 · 
2006 · 
2007 · 
2008 · 
2009 · 
2010 · 
2011 · 
2012 · 
2013 · 
2014 · 
2015 ·
2016 ·
2017 ·
2018 ·
2019 ·
2020 ·
2021
Albanië ·
Algerije ·
Andorra ·
Argentinië ·
Armenië ·
Australië ·
Azerbeidzjan ·
België ·
Bolivia ·
Bosnië en Herzegovina ·
Brazilië ·
Bulgarije ·
Canada ·
Chili ·
China ·
Colombia ·
Costa Rica ·
Cyprus ·
Denemarken ·
Duitsland ·
Ecuador ·
Egypte ·
Engeland ·
Estland ·
Faeröer ·
Finland ·
Frankrijk ·
Georgië ·
Gibraltar ·
Griekenland ·
Hongarije ·
IJsland ·
Iran ·
Israël ·
Italië ·
Jamaica ·
Joegoslavië ·
Kameroen ·
Kazachstan ·
Kroatië ·
Letland ·
Liechtenstein ·
Litouwen ·
Luxemburg ·
Malta ·
Marokko ·
Mexico ·
Moldavië ·
Montenegro ·
Nederland ·
Nieuw-Zeeland ·
Nigeria ·
Noord-Ierland ·
Noord-Macedonië ·
Noorwegen ·
Oekraïne ·
Oman ·
Oostenrijk ·
Paraguay ·
Polen ·
Portugal ·
Qatar ·
Roemenië ·
Rusland ·
San Marino ·
Saoedi-Arabië ·
Schotland ·
Servië ·
Slowakije ·
Sovjet-Unie ·
Spanje ·
Trinidad en Tobago ·
Tsjechië ·
Tsjecho-Slowakije ·
Tunesië ·
Turkije ·
Uruguay ·
Verenigde Staten ·
Wales ·
Wit-Rusland ·
Zuid-Afrika ·
Zweden ·
Zwitserland
België (2016) · 
Italië (2012) · 
Kroatië (2012) · 
Spanje (2012) · 
Zweden (2016)
SFA · A-internationals · Selecties · Bondscoaches · Statistieken · Schots vrouwenelftal · Brits olympisch elftal · Schotland U21 · Schotland U20 · Schotland U19 · Schotland U18 · Schotland U17 · Schotland U16 · Vrouwen U17
1872 – 1899 ·
1900 – 1919 ·
1920 – 1929 ·
1930 – 1939 ·
1940 – 1949 ·
1950 – 1959 ·
1960 – 1969 ·
1970 – 1979 ·
1980 – 1989 ·
1990 – 1999 ·
2000 – 2009 ·
2010 – 2019 ·
2020 − 2029
EK's: 1992 ·
1996 ·
2020 ·
2024
WK's: 1954 ·
1958 ·
1974 ·
1978 ·
1982 ·
1986 ·
1990 ·
1998
1872 ·
1873 ·
1874 ·
1875 ·
1876 ·
1877 ·
1878 ·
1878 ·
1879 ·
1880 ·
1881 ·
1882 ·
1883 ·
1884 ·
1885 ·
1886 ·
1887 ·
1888 ·
1889 ·
1890 ·
1891 ·
1892 ·
1893 ·
1894 ·
1895 ·
1896 ·
1897 ·
1898 ·
1899 ·
1900 ·
1901 ·
1902 ·
1903 ·
1904 ·
1905 ·
1906 ·
1907 ·
1908 ·
1909 ·
1910 ·
1911 ·
1912 ·
1913 ·
1914 ·
1915–1919 ·
1920 ·
1921 ·
1922 ·
1923 ·
1924 ·
1925 ·
1926 ·
1927 ·
1928 ·
1929 ·
1930 ·
1931 ·
1932 ·
1933 ·
1934 ·
1935 ·
1936 ·
1937 ·
1938 ·
1939 ·
1940–1945 ·
1946 ·
1947 ·
1948 ·
1949 ·
1950 ·
1951 ·
1952 ·
1953 ·
1954 ·
1955 ·
1956 ·
1957 ·
1958 ·
1959 ·
1960 ·
1960 ·
1961 ·
1962 ·
1963 ·
1964 ·
1965 ·
1966 ·
1967 ·
1968 ·
1969 ·
1970 ·
1971 ·
1972 ·
1973 ·
1974 ·
1975 ·
1976 ·
1977 ·
1978 ·
1979 ·
1980 ·
1981 ·
1982 ·
1983 ·
1984 ·
1985 ·
1986 ·
1987 ·
1988 ·
1989 ·
1990 ·
1991 ·
1992 ·
1993 ·
1994 ·
1995 ·
1996 ·
1997 ·
1998 ·
1999 ·
2000 ·
2001 ·
2002 ·
2003 ·
2004 ·
2005 ·
2006 ·
2007 ·
2008 ·
2009 ·
2010 ·
2011 ·
2012 ·
2013 ·
2014 · 
2015 · 
2016 · 
2017 ·
2018 ·
2019 ·
2020 ·
2021 ·
2022
Albanië ·
Argentinië · 
Armenië ·
Australië ·
België ·
Bosnië en Herzegovina ·
Brazilië ·
Bulgarije ·
Canada ·
Chili ·
Colombia ·
Congo-Kinshasa ·
Costa Rica ·
Cyprus ·
DDR ·
Denemarken ·
Duitsland ·
Ecuador ·
Egypte ·
Engeland ·
Estland ·
Faeröer ·
Finland ·
Frankrijk ·
Georgië ·
Gibraltar · 
GOS ·
Griekenland ·
Hongarije ·
Ierland ·
IJsland ·
Iran ·
Israël ·
Italië ·
Japan ·
Joegoslavië ·
Kazachstan ·
Kroatië ·
Letland ·
Liechtenstein ·
Litouwen ·
Luxemburg ·
Malta ·
Marokko ·
Mexico ·
Moldavië ·
Nederland ·
Nieuw-Zeeland ·
Nigeria · 
Noord-Ierland ·
Noord-Macedonië ·
Noorwegen ·
Oekraïne ·
Oostenrijk ·
Paraguay ·
Peru ·
Polen ·
Portugal ·
Qatar ·
Roemenië ·
Rusland ·
San Marino ·
Saoedi-Arabië ·
Servië ·
Slovenië ·
Slowakije · 
Sovjet-Unie ·
Spanje ·
Trinidad en Tobago · 
Tsjechië ·
Tsjecho-Slowakije ·
Turkije · 
Uruguay ·
Verenigde Staten ·
Wales ·
Wit-Rusland ·
Zuid-Afrika ·
Zuid-Korea ·
Zweden ·
Zwitserland
Engeland (2021) · 
Kroatië (2021) · 
Nieuw-Zeeland (1982) · 
Tsjechië (2021)